# Városmajori Szabadtéri Színpad
A Városmajori Szabadtéri Színpad Budapest egyik szabadtéri színpada. Városmajorban fekszik, nem messze a Széll Kálmán tértől. A Szabad Tér Színház emellett a Margit-szigeti víztornyot és a Margitszigeti Szabadtéri Színpadot is üzemelteti.

## Előzmények
A Városmajorban már az 1780-as években rendeztek mulatságokat. Az első mutatványos bódék 1825-ben jelentek meg, majd az 1830-as és 1840-es években élte a városmajori vurstli a fénykorát. 1849 után azonban a parkot elhanyagolták, a mulatságok pedig szüneteltek. Az élet csak az 1870-es években élénkült fel újra, amikor csütörtökönként katonazenekar muzsikált a parkban. Buda felszabadulásának 200. évfordulóján, 1886-ban nagy népünnepélyt rendeztek. A vurstli ezek után a 19. század végéig folyamatosan gyarapodott, még hullámvasutat is építettek. 1899 után már nem adtak engedélyt újabb mutatványosoknak a fellépésre. A Városmajor mai karakterének megteremtése 1920-ban kezdődött – ekkor alakították ki az első játszóteret is.

## Szabadtéri mozi 1922–1950
1922. július 30-án nyitotta meg kapuit a Révész Artúr tervei szerint készült szabadtéri mozi. A Színházi Élet 1922/32. száma így tudósított a nevezetes eseményről: 
„A városmajori park évszázados lombsátrai közepette emelkednek a Park mozit körülvevő bástyaszerű ízléses cementfalak, melyek a nézőteret körülveszik. Elől tetszetős modern stílben épült homlokzat ékíti a Park mozi bejáratát, hol már a megnyitás délutánján is hosszú rajokban állottak sort a jegyre várók tömegei, akik közül nem is egy szorult ki a nívós színházavató premierről. A nézőtéren kényelmes páholysorokat alakítottak ki és kerti székeket helyeztek el.”

## Kultúrszínpad 1950–1965
A második világháború után, 1950-től a XII. kerületi tanács műsoros esteket rendezett a Városmajorban. Az első pontos előadás adatai 1952. július 13-áról vannak, amikor a Madách Színház Tabi László A pirossapkás lány című darabját adta elő. Ezek után 1952. július 26-án balett-estet rendeztek, 1952. augusztus 10-én pedig vidám politikai kabarét játszottak amatőr színészek.
Kezdetben a színpad munkáját a XII. kerületi tanács népművelési osztálya irányította. A népművelési osztály állította össze havonta a színpad műsortervét, a „széles nyilvánosság” bevonásával. A színpad vezetőjét munkájában a Népművelési Állandó Bizottság és az 1955-ben Rózsahegyi Kálmán színművész vezetésével megalakított Társadalmi Vezetőség segítette. A színpadon elsősorban gyermekprogramokat – mesedélelőtt, bábelőadás – és ismeretterjesztő előadásokat rendeztek. Az esti műsorok összeállításakor is számítottak a kerületi öntevékeny kultúrcsoportok legjobbjaira.
Jelentős előadás volt még 1963. július 27-én és 28-án a kecskeméti Katona József Színház vendégjátéka: Marcel Achard A féleszű lány és Bertolt Brecht Koldusopera című színjátékát adták elő.
1964-ben újdonságnak számított, hogy az esztrádműsorok helyett immár tizennégy vidéki színházi bemutatót láthatott a Városmajori Szabadtéri Színpad közönsége.
1965-ben megvalósult a Városmajori Szabadtéri Színpad rekonstrukciója: 1,2 millió forintos beruházással új öltözőket alakítottak ki, és ekkor készült az igazgatóság épülete is. A felújított színpad szenzációjának szánták a Veszprémi Petőfi Színház vendégjátékát, William Shakespeare Szentivánéji álom című vígjátékának húsz előadását. A közönség azonban távol maradt, így végül csak kilenc előadást tartottak.

## Városmajori Szabadtéri Színpad 1966–1990
A Színházi adattárban regisztrált bemutatók száma: 55.
1966. január 1-én a Fővárosi Tanács megalapította a Fővárosi (1970-től: Budapesti) Szabadtéri Színpadok Igazgatóságát, amely három intézmény működését irányította, ezek a következők voltak: a Margitszigeti Szabadtéri Színpad, a Városmajori Szabadtéri Színpad és a Budai Parkszínpad. Kerék Antal igazgató vezetésével a három színpad önálló arculatát is kialakították. A Városmajori Szabadtéri Színpadon könnyed bohózatokat, zenés vígjátékokat mutattak be elsősorban. 
A Városmajori Szabadtéri Színpad első önálló produkciójára 1966. július 9-én került sor: Maccius Plautus: Szamárvásár című előadását mutatták be. A kétrészes zenés komédiát Huszár Klára rendezte. Bár a következő néhány évben még az volt a jellemző, hogy a fővárosi kőszínházak és a vidéki társulatok nagy sikereit adták elő a Városmajorban, egyre több nyári bemutatót tartottak. Elsősorban bohózatok szerepeltek a repertoáron, melyeket ekkoriban csak ezen a nyári játszóhelyen láthatott a közönség.
1967-ben a József Attila Színház Pierre Barillet – Jean-Pierre Grédy A kaktusz virága című sikerdarabját játszották a Városmajori Szabadtéri Színpadon. 1970. július 3-án színre került Brandon Thomas – Aldobolyi Nagy György – Szenes Iván Charley nénje című énekes vígjátéka, Kerényi Imre rendezésében. Ez volt a Városmajori Szabadtéri Színpad történetének egyik legnagyobb sikere. Ezt követően évről évre hasonló zsánerű műveket tűztek műsorra.
1987 és 1991 között a Városmajor Szabadtéri Színpad kertmoziként működött.

## Szabad Tér Színház 1990–2010
1990. március 1-jétől a Budapesti Szabadtéri Színpadok Igazgatósága a Szabad Tér Színház nevet vette fel.
1992–1993-ben a Városmajori Szabadtéri Színpadon a Vidám Színpad előadásai kerültek színre: például Szenes Andor Weekend (1992) és William Somerset Maugham – Nádas Gábor – Szenes Iván Imádok férjhez menni (1992) című színjátéka.
1997-ben a Városmajori Szabadtéri Színpadon továbbra is szórakoztató előadásokat kerültek színre: vidéki társulatok és fővárosi művészek alkalmi vállalkozásainak előadásában operettek, vígjátékok, bohózatok váltották egymást. Bemutatkozhatott a Petőfi Musical Stúdió és a Lakner Bácsi Gyermekszínháza, a Körúti Színház, a Fogi Bulvárszínház, a Pódium Színház, a Turay Ida Színház Spirit Kamaraszínháza.
2010 tavaszán esővédő tetőt építettek a Városmajori Szabadtéri Színpad nézőtere és színpada fölé.
2012-ben a Szerencsés flótás című kortárs operettet, Fényes Szabolcs, Farkas Róbert, Békeffi István és Szenes Iván művét Vajdai Vilmos rendezésében a HOPPart Társulat, a TÁP Színház és a Budapest Bár közösen vitte színre. Szintén ebben az évben a Szabad Tér Színház önálló produkcióként, magyarországi ősbemutatóként vitte színre Warren Adler: A rózsák háborúja című népszerű színdarabját Détár Enikő és Rékasi Károly főszereplésével, Sediánszky Nóra rendezésében. Az előadás számos vidéki városban turnézott és bekerült a József Attila Színház repertoárjába.
2013. augusztus 3-án Hábetler András rendezésében színre került Wolfgang Amadeus Mozart: Figaro házassága című vígoperája. Ez volt egyúttal a Városmajori Szabadtéri Színpad első operabemutatója. 
2013-ban először került megrendezésre ezen a néven a Városmajori Színházi Szemle, melynek programját hivatalos válogatók állították össze, kizárólag a nem budapesti színházak aktuális évadának legjobb szórakoztató előadásaiból válogatva. A felkért szakemberekből álló zsűri és a közönség pénz- és emléktárgy jutalommal járó díjakat osztott ki. A Legjobb előadás a Beregszászi Illyés Gyula Magyar Nemzeti Színház Liliomfi című előadása volt, Vidnyánszky Attila rendezésében.

### Az intézmény vezetői
- Vasady Balog Lajos (1965–1968)
- Kerék Antal (1969–1971; 1965–1968 ügyvezető igazgató)
- Fodor Lajos (1972–1974)
- Katona Ferenc (1975–1982)
- Marton László (1984–1985)
- Koltay Gábor (1986–2003)
- Bán Teodóra (2003–2020)
- Benkő Nóra (2020–)

Készítette: Csiszár Mirella és Gajdó Tamás, OSZMI – a Szabad Tér Színház megbízásából.